# حسان فرحاني
حسان فرحاني مخرج، وكاتب سيناريو جزائري. من مواليد عام 1986 بالجزائر. عمل في الفترة من 2003 إلى 2008، في تنشيط نادي سينما جمعية كريساليد في الجزائر.

## فيلموغرافيا

### فيلم قصير
- «خليج الجزائر» (2006)
- «فندق أفريقيا»
- "تارزان (2013).

### فيلم طويل
- مذبح حسين داي
- في راسي دوار
- 143شارع الصحراء